# جزر توجيان

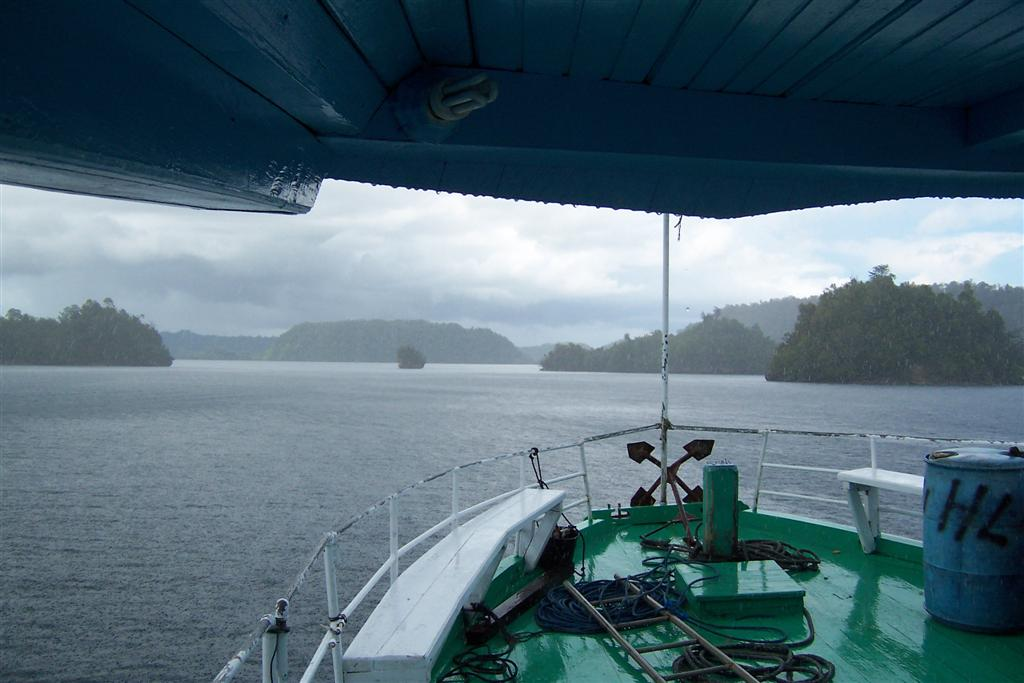
عبارة في توجيان

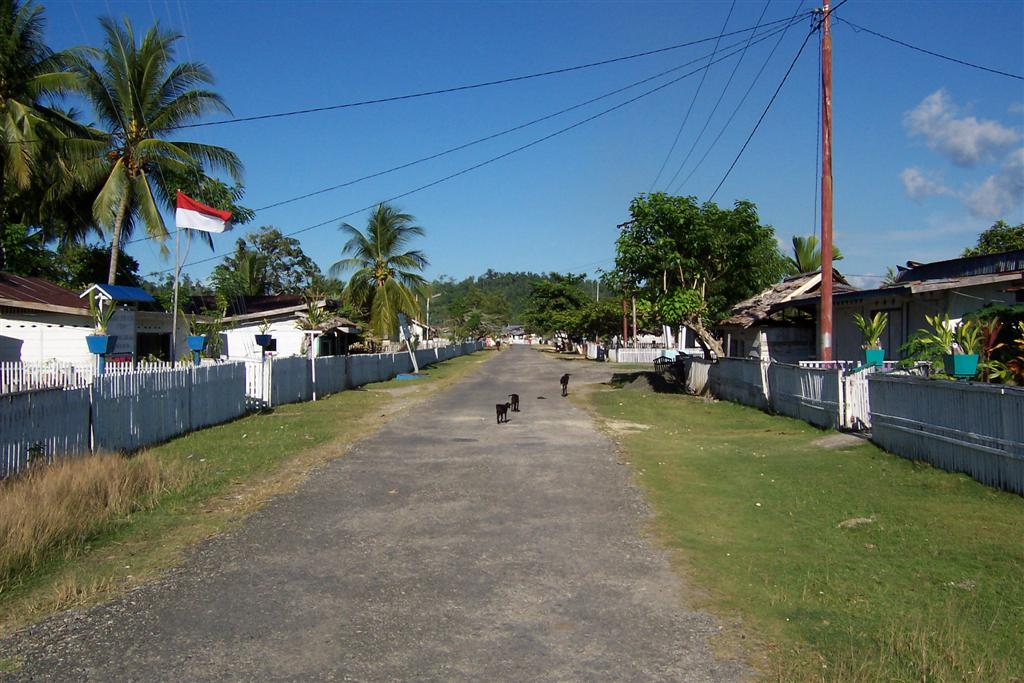
قرية في جزر توجيان

طائر توجيان أبيض العين

جزر توجيان هي أرخبيل من 56 جزيرة كبيرة وصغيرة، في خليج توميني، قبالة سواحل جزيرة سولاوسي وتتبع مقاطعة سولاوسي الوسطى في إندونيسيا. أكبر الجزر الثلاث هي:
- جزيرة توجيان
- جزيرة باتوداكا
- جزيرة تالاتاكوه

هناك 37 قرية في مجموعة الجزر.

## الجيولوجيا والبيئة
تشكلت الجزر بفعل النشاط البركاني، وتغطي الجزر غابات مطيرة وتحيط بها شعاب مرجانية، والتي توفر موئلا ومناطق تكاثر للسلاحف الخضراء والسلاحف ذات منقار الصقر والأطوم. ويوجد قرد المكاك التوجياني في غابات هذه الجزر، إضافة إلى بومة توجيان المستوطنة في الجزر والتي اكتشفت في عام 1999. ومن الحيوانات المستوطنة في الجزيرة طائر توجيان أبيض العين الذي اكتشف في عام 2008.

## حديقة وطنية
في عام 2004، أنشأت الحكومة جزءً من جزر توجيان كحديقة وطنية تتألف من 292000 هكتاراً من مياه البحر (بما في ذلك 132000 هكتار الشعاب المرجانية التي تعد الأكبر في إندونيسيا) ، ومن اليابسة 70000 هكتاراً إضافة إلى 10659 هكتاراً من الغابات ونبات المنغروف.